# Naurrakar
Naurrakar je česká black metalová kapela z Prahy založená v roce 2007. 
K srpnu 2022 vydala tři studiová alba, tři EP, jeden singl, živé album, demo a podílela se na dvou splitkách.

## Historie
Kapela byla založena v roce 2007 Ondřejem Suchým alias Ego BMKriegerem. Za svou existenci měla kapela společné turné například s izraelskou metalovou kapelou Arallu, či s ruskými Welicoruss. Složení kapely se opakovaně měnilo, z prvního dema Imperium Satana zůstal pouze kytarista Ego BMKrieger.
Obě alba i EP byly vydány ústeckým vydavatelstvím Werewolf Productions.
Kapela se neprofiluje jako komerční, a veškerá její tvorba je dostupná zdarma na jejím oficiálním YouTube kanále.

## Styl
Obě alba, Epilog lidstva i Apogeum, obdržela pozitivní hodnocení, například od blogu Metal Viewer, nebo od hudebního magazínu Echoes. V recenzi na Epilog lidstva na Metal Vieweru byl styl kapely označen jako "zahulený, přímý black metal s nádechem punku", sama kapela svůj styl označuje za "post-apokalyptický black metal" nebo "nuclear misanthropic black metal". Texty jsou především o apokalypse, post-apokalyptickém světě a misantropii, část se věnuje satanismu. Většina textů je v češtině.

## Diskografie
Dema
- 2009: Imperium Satana

Studiová alba
- 2013: Epilog lidstva
- 2017: Apogeum
- 2021: Uranfaust[8]

EP
- 2012: Zákon chaosu
- 2015: Triumf jaderného věku
- 2024: Dopisy o zle

Živá alba
- 2012: Kakofonický svět '09

Promo nahrávky
- 2020: Spálit duši – dvouskladbové promo před studiovým albem Uranfaust[1]

Split nahrávky
- 2013: The Legion of Wrath – 4way split společně s kapelami Benatnash (Mexiko), Opus Inferii (Brazílie) a Medussa Safannah (Malajsie)
- 2020: Dissolution - Subatomic Extinction of Everything – společně s kolumbijskou kapelou Dantalian[1]

Singly
- 2022: Acta, non Verba – single před vydáním EP Dopisy o zle